# Municipio de Highland (condado de Day)
El municipio de Highland (en inglés: Highland Township) es un municipio ubicado en el condado de Day en el estado estadounidense de Dakota del Sur. En el año 2010 tenía una población de 60 habitantes y una densidad poblacional de 0,64 personas por km².

## Geografía
El municipio de Highland se encuentra ubicado en las coordenadas 45°11′47″N 97°33′23″O / 45.19639, -97.55639. Según la Oficina del Censo de los Estados Unidos, el municipio tiene una superficie total de 94.09 km², de la cual 91,55 km² corresponden a tierra firme y (2,71 %) 2,55 km² es agua.

## Demografía
Según el censo de 2010, había 60 personas residiendo en el municipio de Highland. La densidad de población era de 0,64 hab./km². De los 60 habitantes, el municipio de Highland estaba compuesto por el 98,33 % blancos, el 1,67 % eran amerindios. Del total de la población el 0 % eran hispanos o latinos de cualquier raza.